# غاستون بواسييه
ماري لويس أنطوان غاستون بواسييه، ولد في نيم في 15 غشت 1823 وتوفي في فيروفلاي بإيفلين في 10 يونيو 1908، وهو مؤرخ ولغوي فرنسي وعضو سابق بالأكاديمية الفرنسية.

## الأعمال الرئيسية
- الشاعر أتيوس، دراسة عن التراجيديا اللاتينية خلال الجمهورية (1857)
- دراسة عن حياة وأعمال السيد . تيرينيوس فارو (1861)
- الديانة الرومانية، من أغسطس إلى الأنطونيين (1874)
- المعارضة في ظل القياصرة (1875)
- المسيرات الأثرية: روما وبومبي (1880)
- شيشرون وأصدقائه. دراسة المجتمع الروماني في زمن قيصر (1865)
- جولات أثرية جديدة: هوراس وفيرجيل (1886). الفصل الأول، منزل هوراس الريفي ، على ويكي مصدر .
- مدام دي سيفينييه (1887)
- أفريقيا الرومانية. جولات أثرية في الجزائر وتونس (1895)
- استحضار كاتلينا (1905)
- نهاية الوثنية: دراسة عن آخر الصراعات الدينية في الغرب في القرن الرابع (1891)
- سان سيمون (1899)
- تاسيتوس (1903)

## التشريفات
في عام 2019، هناك 3 طرق تحمل اسمه في فرنسا.
بالإضافة إلى شارع غاستون بواسييه في نيم، مسقط رأسه.
وشارع جاستون بواسييه في باريس
قام بالتدريس في تانوية شارلمان هناك وكان سكرتيرًا دائمًا في الأكاديمية الفرنسية.
شارع جاستون بواسييه في فيروفلاي، المدينة التي توفي فيها.

## مصدر
- « Boissier (Marie-Louis-Gaston) », dans Dictionnaire biographique du Gard, Paris, Flammarion, coll. « Dictionnaires biographiques départementaux » (no 45), 1904 (BNF 35031733, lire en ligne), p. 82-83.

1. ↑   http://cths.fr/an/savant.php?id=106403#. اطلع عليه بتاريخ 2020-05-02. {{استشهاد ويب}}: |url= بحاجة لعنوان (مساعدة) والوسيط |title= غير موجود أو فارغ (من ويكي بيانات) (مساعدة)
2. ↑  الأكاديمية الفرنسية، OL:3532210A، QID:Q161806
3. ↑  www.aibl.fr (بالفرنسية), QID:Q107213385
4. ↑   https://aibl.fr/academiciens-depuis-1663/. اطلع عليه بتاريخ 2023-04-03. {{استشهاد ويب}}: |url= بحاجة لعنوان (مساعدة) والوسيط |title= غير موجود أو فارغ (من ويكي بيانات) (مساعدة)
5. ↑  list of professors at Collège de France (PDF)، QID:Q3253460
6. ↑  Charles Dudley Warner, ed. (1897), Library of the World's Best Literature (بالإنجليزية), QID:Q19098835
7. ↑   http://cths.fr/an/savant.php?id=106403#. اطلع عليه بتاريخ 2020-05-29. {{استشهاد ويب}}: |url= بحاجة لعنوان (مساعدة) والوسيط |title= غير موجود أو فارغ (من ويكي بيانات) (مساعدة)
8. ↑  Académie française (بالفرنسية), QID:Q107214508